# Uruburetama (kommun)
Uruburetama är en kommun i Brasilien.   Den ligger i delstaten Ceará, i den östra delen av landet, 1 600 km nordost om huvudstaden Brasília. Antalet invånare är 19 765.
Följande samhällen finns i Uruburetama:
- Uruburetama

Omgivningarna runt Uruburetama är huvudsakligen savann. Runt Uruburetama är det ganska tätbefolkat, med 78 invånare per kvadratkilometer.